# بازیافت در ژاپن

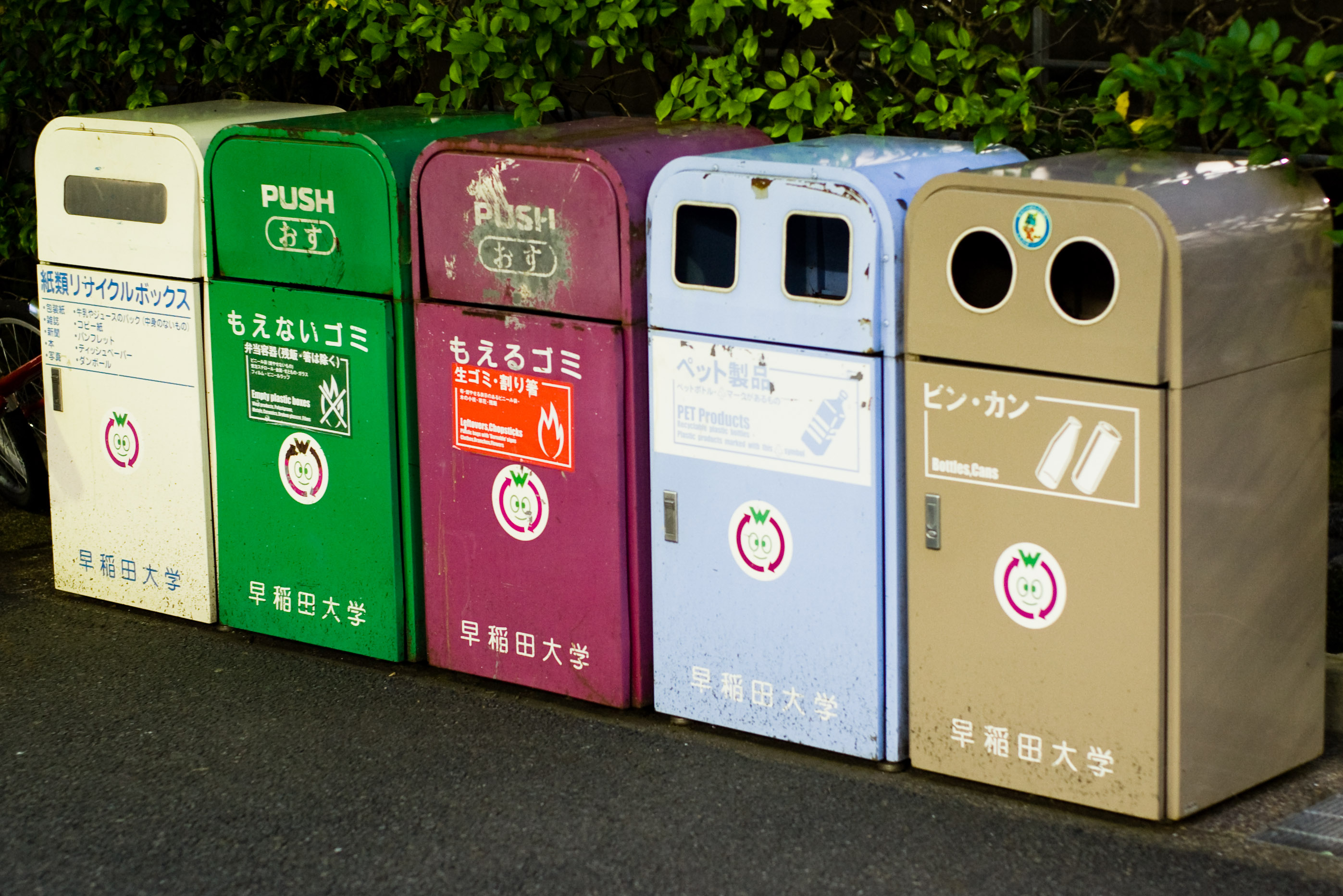
سطل‌های بازیافت در ژاپن

بازیافت در ژاپن بخشی از نظام مدیریت پسماند این کشور است که بر اساس «قانون بازیافت ظروف و بسته‌بندی» بنا شده است. در این نظام، مواد مختلفی مانند پلاستیک، کاغذ، بطری پلاستیکی، آلومینیوم و شیشه جمع‌آوری و بازیافت می‌شوند. طبق نمایه کشوری ژاپن در اطلس زباله، نرخ بازیافت در سال ۲۰۱۲ برابر با ۲۰٫۸ درصد گزارش شده است.

## قانون بازیافت ظروف و بسته‌بندی

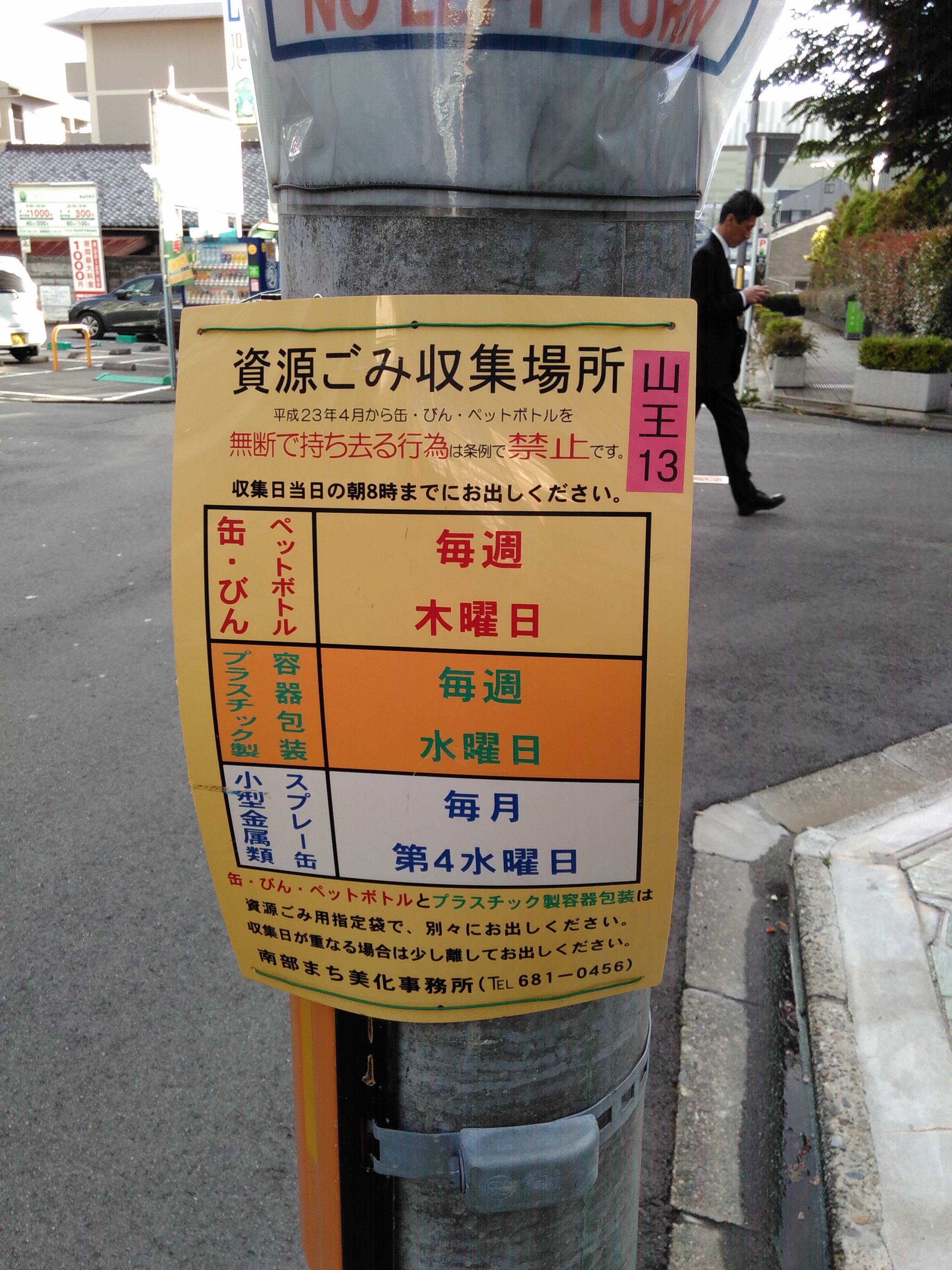
یک مرکز جمع‌آوری بازیافت در کیوتو

این قانون که به نام «قانون ترویج جمع‌آوری تفکیکی و بازیافت ظروف و بسته‌بندی» نیز شناخته می‌شود، از آوریل ۱۹۹۷ توسط وزارت محیط زیست ژاپن به اجرا درآمد. هدف اصلی آن کاهش ضایعات مربوط به ظروف شیشه‌ای، بطری‌های پلاستیکی و کارتن‌های کاغذی است. از آوریل ۲۰۰۰، ظروف و بسته‌بندی‌های پلاستیکی (غیر از بطری‌های پلاستیکی) نیز تحت پوشش این قانون قرار گرفتند.
مطابق این قانون، مسئولیت اجرای بازیافت به «انجمن بازیافت ظروف و بسته‌بندی ژاپن» (JCPRA) سپرده شده است. این نهاد دولتی در تاریخ ۲۵ سپتامبر ۱۹۹۶ تأسیس شده و مسئول ساماندهی فرایند بازیافت است.
| محصول                    | حجم بازیافت تن | تغییر از سال ۲۰۰۰ | هزینه‌های واحد بازیافت ین / کیلوگرم | تغییر از سال ۲۰۰۰ |
| ------------------------ | -------------- | ----------------- | ---------------------------------- | ----------------- |
| بطری‌های شیشه‌ای، بدون رنگ | ۱۵۵٬۰۷۶        | -۱۶٫۰۴٪           | ۴٫۱                                | -۱٫۲۳٪            |
| بطری‌های شیشه‌ای، قهوه‌ای   | ۱۳۳٬۵۶۰        | +۴۳٫۶۲٪           | ۵٫۵                                | -۲۸٫۴۰٪           |
| بطری‌های شیشه‌ای، سایر     | ۱۰۷٬۳۸۳        | +۱۰٫۰۹٪           | ۹٫۲                                | +۱۳٫۶۴٪           |
| بطری‌های PET              | ۲۵۷٬۹۰۶        | +۱۶۷٫۰۳٪          | ۱٫۷                                | -۹۸٫۰۹٪           |
| کاغذ                     | ۳۳٬۹۳۴         | ۲۹٫۰۳-٪           | ۱۳٫۳                               | -۷۷٫۳۲٪           |
| پلاستیک‌ها                | ۸۵۳٬۵۸۱        | +۴۶۳٫۵۳٪          | ۶۵٫۷                               | -۳۷٫۴۳٪           |

- پسماندهای تفکیک‌شده توسط شهرداری‌ها جمع‌آوری و برای تحویل به شرکت‌های بازیافت در محل‌هایی خاص نگهداری می‌شوند.
- زباله‌های تفکیک‌شده سپس توسط شهرداری‌ها جمع‌آوری و برای جمع‌آوری توسط شرکت‌های بازیافت ذخیره می‌شوند.
- تولیدکنندگان و نهادهای تجاری که از ظروف و بسته‌ها استفاده می‌کنند، باید هزینه بازیافت را به انجمن بازیافت ظروف و بسته‌بندی ژاپن، مطابق با حجم تولید یا فروش خود، پرداخت کنند.
- هر ساله در هر شهرداری که محل ذخیره‌سازی پسماند دارد، شرکت‌های فعال در حوزه بازیافت از طریق مزایده عمومی انتخاب می‌شوند. این شرکت‌ها وظیفه دارند پسماندها را از محل‌های ذخیره‌سازی جمع‌آوری و به مراکز بازیافت منتقل کنند. برای اطمینان از انجام واقعی فرایند بازیافت، این شرکت‌ها تنها پس از ارائه گزارش تحویل که به تأیید دریافت‌کننده محصولات بازیافتی رسیده باشد، حق‌الزحمه خود را دریافت می‌کنند. خانوارها در برخی مناطق زباله‌های خود را تفکیک کرده و در کیسه‌های مخصوص جمع‌آوری قرار می‌دهند.

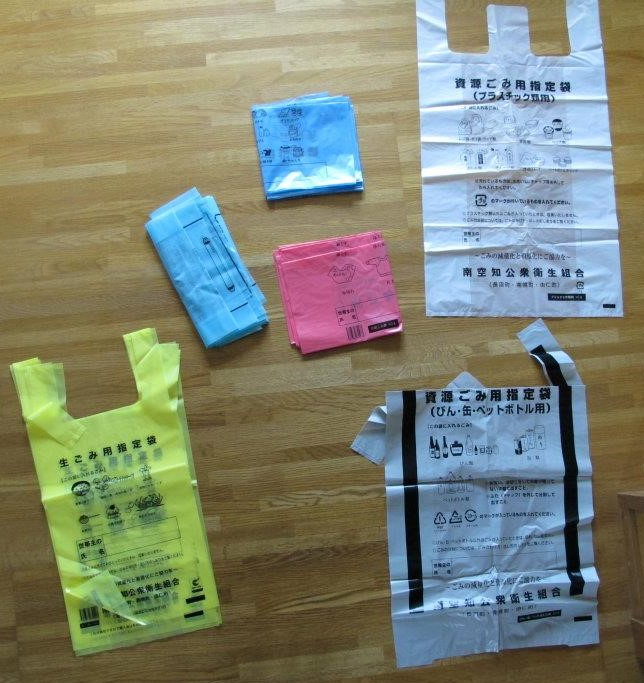
خانوارها در برخی مناطق زباله‌های خود را تفکیک کرده و در کیسه‌های مخصوص جمع‌آوری قرار می‌دهند.

- در برخی مناطق، خانوارها موظف‌اند پسماندهای خود را به‌صورت جداگانه در کیسه‌های مخصوص قرار داده و برای جمع‌آوری آماده کنند. در صورتی که موردی به‌درستی دفع نشده باشد، برچسب هشدار قرمز رنگ بزرگی روی کیسه زباله چسبانده می‌شود تا شخص خاطی مورد سرزنش و شرمساری قرار گیرد.[۵]

بازیافت قوطی نوشیدنی تحت شمول قانون بازیافت قرار ندارد، اما در سال ۲۰۰۶ حدود ۹۹٪ از شهرداری‌های ژاپن اقدام به جمع‌آوری و بازیافت این نوع پسماند کردند.
در سال ۱۹۷۳، «انجمن بازیافت قوطی‌های فلزی ژاپن» به‌عنوان یک سازمان غیرانتفاعی با هدف ترویج بازیافت قوطی‌های فلزی تأسیس شد. بر اساس آمار این انجمن، در سال ۲۰۰۶ حدود ۸۸٫۱٪ از قوطی‌های فلزی بازیافت شده‌اند، که بالاترین نرخ بازیافت در جهان در این حوزه به‌شمار می‌رود.
در سال ۲۰۱۶، دکتر یاماکاوا گزارشی جامع دربارهٔ وضعیت «قانون بازیافت بسته‌بندی» منتشر کرد، که می‌توان آن را به‌عنوان جدیدترین منبع اطلاعاتی موجود به زبان انگلیسی در این زمینه دانست.

## نمادها

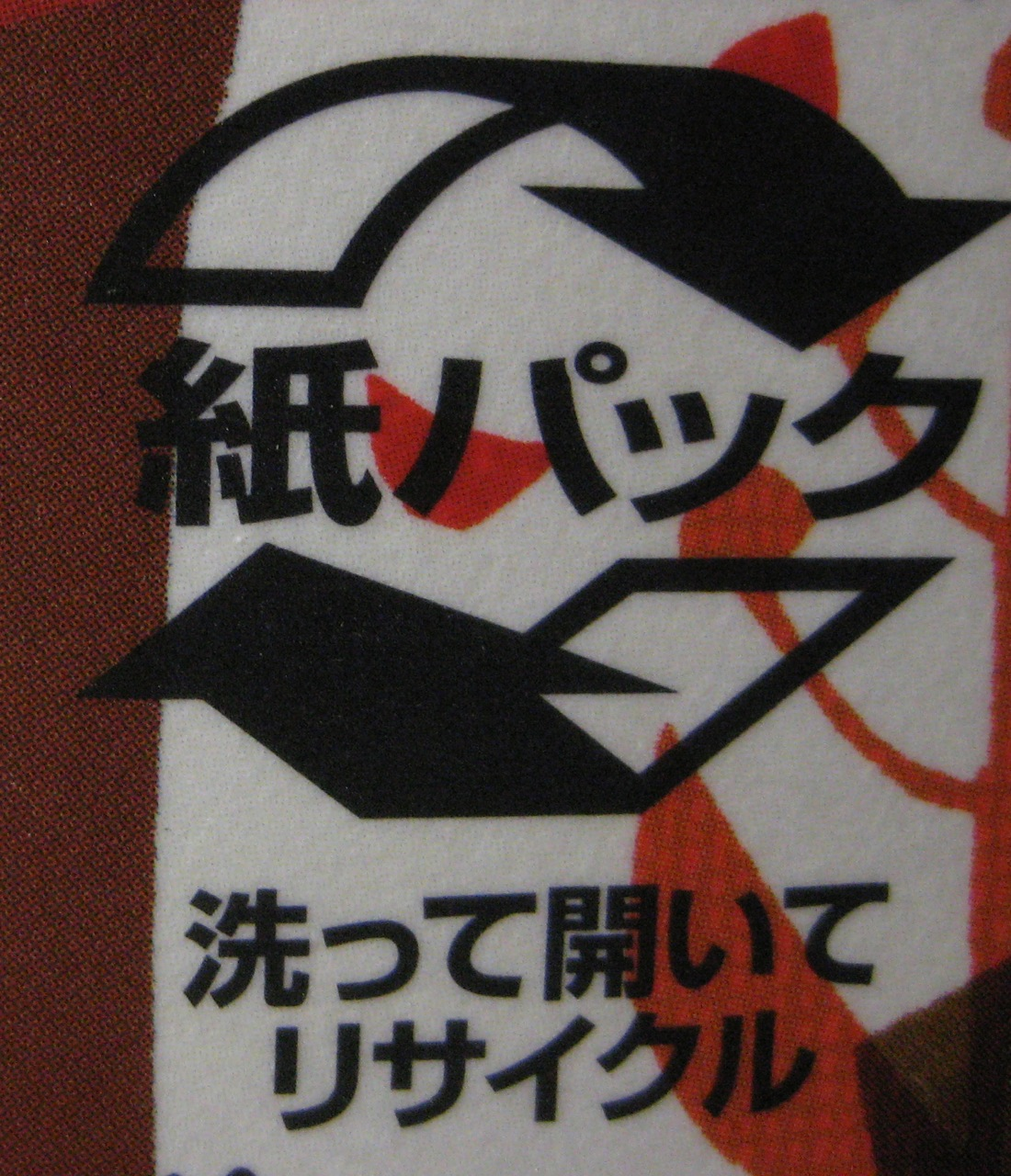
نماد بازیافت روی کارتن کاغذی

|  | کاغذ (紙 Kami)            |
|  | پلاستیک (プラ Pura)       |
|  | آلومینیوم (アルミ Arumi)  |
|  | استیل (スチール Suchiiru) |
|  | بطری پلاستیکی             |

## طرح‌های بازیافت
در ۲۵ مارس ۲۰۰۸، هیئت دولت ژاپن طرحی را تصویب کرد که هدف آن کاهش کل زباله از حدود ۵۲ میلیون تن در سال ۲۰۰۷ به حدود ۵۰ میلیون تن در سال ۲۰۱۲ و افزایش نرخ بازیافت زباله از ۲۰ به ۲۵ درصد است. بازیافت حرارتی و یک سیستم شارژ برای خدمات دفع زباله ترویج خواهد شد.

## ابتکار 3R
این ابتکار که نخستین بار در اجلاس سران گروه هشت (G8) در ژوئن ۲۰۰۴ پیشنهاد شد، با هدف کاهش، استفاده مجدد و بازیافت پسماند شکل گرفته است.
در نشست وزرای محیط‌زیست گروه G8 که از ۲۴ تا ۲۶ مه ۲۰۰۸ در شهر کوبه برگزار شد، وزرا بر «برنامه اقدام کوبه برای 3R» توافق کردند. این برنامه با هدف ارتقای بهره‌وری منابع، ایجاد یک جامعه بین‌المللی با چرخه سالم مواد، و تقویت ظرفیت اجرای 3R در کشورهای در حال توسعه تدوین شده است.
در چارچوب این برنامه، دولت ژاپن همچنین «برنامه اقدام جدید برای حرکت به‌سوی جامعه جهانی بدون پسماند» را اعلام کرد که هدف آن ترویج جوامع مبتنی بر چرخه مواد در سطح بین‌المللی است.
دولت ژاپن ماه اکتبر را به‌عنوان ماه رسمی ترویج اصول 3R تعیین کرده است. این اقدام به منظور اختصاص زمان مشخصی برای آگاه‌سازی و تشویق شرکت‌ها و سازمان‌ها به اهمیت کاهش، استفاده مجدد و بازیافت پسماند انجام شده است. در طول این ماه، دولت و شرکت‌های مختلف با برگزاری رویدادهای آموزشی و برنامه‌های عمومی، مفاهیم مرتبط با جامعه دارای چرخه سالم مواد را ترویج می‌دهند.